# 自転車競技場

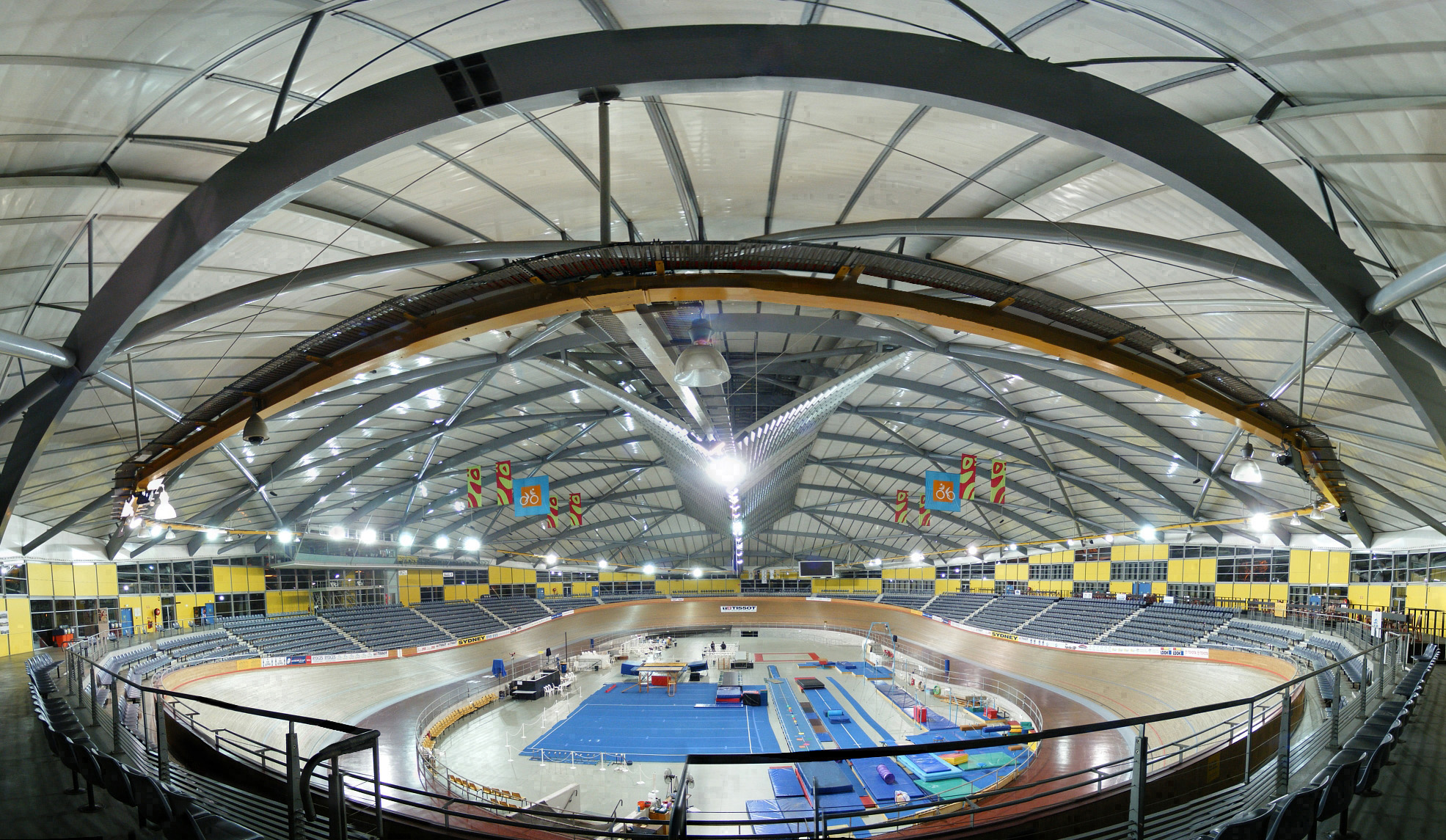
2000年シドニーオリンピックで使われた自転車トラック競技場、ダンク・グレー＝ヴェロドローム（Dunc Gray Velodrome）

自転車競技場（じてんしゃきょうぎじょう、英: Velodrome、蘭: Velodrome、仏: Vélodrome、独: Radrennbahn、西: Velódromo）とは、自転車競技におけるトラックレースを行う施設である。ヴェロドローム（Velodrome -「Velo」はラテン語語源のフランス語で自転車、「drome」はラテン語で競技場を意味する）とも呼ばれる。

## トラック
自転車競技場の周回トラックは「バンク」とも呼ばれる。室内走路は、板張り（木板を使用することが多い）、屋外走路は、コンクリート、ウォークトップ（軟らかいアスファルト）などで舗装されており、カーブは安全最大速度（想定される全速力）で走れるよう走路に角度（カント）を付けている。角度がつけられている理由は、遠心力が質量（m）、角速度（ω）、回転の中心からの位置（r）に比例して発生するからである。自転車競技場では、正面、向正面側では比較的角度を緩くし、みなし直線と呼ばれる部分を設け、1〜2コーナー（1センター）及び3〜4コーナー（2センター）付近において、最大角度になるように設計されている。また時速75kmでの走行において車体が25度より傾かないように設計され 、国際規格の走路では時速85km以上の安全最大速度により設計されている。
角度の設計にあたっては、緩和曲線が用いられる。自転車競技場で現在使用されている緩和曲線には、主として次の3つがある。
- マッコーネル
- クロソイド
- レムニスケート

競輪場を含む日本の自転車競技場ではかつて、圧倒的にクロソイドを用いるケースが多かったが、直線から緩和曲線に入るときに、片勾配をつける関係で角速度の変化率（角加速度）が大きくなり、そのため、自転車が進行方向を軸にして回転する、ローリングという現象が発生しやすくなることから、ハンドルがスムーズに切れない状態になりやすく、選手の間からはクロソイド緩和曲線は非常に乗りづらい、という声が上がっていた。
そこで、ローリング現象を最大限抑制するように設計された、三次元曲面で形成されるマッコーネル緩和曲線を導入する動きが大きくなり、現在では、日本のほとんどの競技場において、マッコーネル緩和曲線が導入されている。同緩和曲線については競輪選手の多くが、「マッコーネル緩和曲線はハンドルをさほど切らずに済むので、常に直線を走っている感覚でいられる」と言明しており、また走路にクセがないという意味合いにおいても評価されている。但しマッコーネル緩和曲線は計算基準が難解なため設計が困難という問題を抱えている。
周長（一周の長さ）については133mから500mまでとなっており、2015年現在オリンピックおよび世界選手権自転車競技大会を開催する会場については、250m走路で行なう規則がある。なお333.33mの走路については3周で1000mの扱いとなっている。
日本では400m走路が圧倒的に多いが、これは競輪の関係法令が影響している。なお国内の自転車競技大会については333.33m走路の会場で行なわれるケースが多い。また500m走路もいくつか存在する。

## 日本における自転車競技場
日本における自転車競技場には、全国43箇所の競輪場があるほか、公営競技としての競輪の開催が行われない所もある。これは国民体育大会ではトラックレース種目が実施されることから、原則として一都道府県につき一箇所以上は必ず自転車競技場を設置しなければならないということに起因している。
本項ではそれ以外の競技場について記す。過去および現在において競輪の開催が行われている競技場については「競輪場」の項を参照のこと。

### 競輪場を除く日本の自転車競技場一覧
| 名称                                                             | 所在地             | 周長（m）   | Web |
| 八戸自転車競技場                                                 | 青森県・八戸市     | 333         |     |
| 紫波自転車競技場                                                 | 岩手県・紫波町     | 333         |     |
| 宮城県自転車競技場                                               | 宮城県・大和町     | 333         |     |
| 六郷自転車競技場                                                 | 秋田県・美郷町     | 333         |     |
| 新庄サイクルスポーツセンター                                     | 山形県・新庄市     | 400         |     |
| 泉崎国際サイクルスタジアム                                       | 福島県・泉崎村     | 333         |     |
| 東京ドーム                                                       | 東京都・文京区     | 400（室内） |     |
| 境川自転車競技場                                                 | 山梨県・笛吹市     | 400         |     |
| 日本競輪選手養成所 日本サイクルスポーツセンター 伊豆ベロドローム | 静岡県・伊豆市     | 400･333･250 |     |
| 松本市美鈴湖自転車競技場                                         | 長野県・松本市     | 333         |     |
| 石川県立自転車競技場                                             | 石川県・内灘町     | 400         |     |
| 関西サイクルスポーツセンター                                     | 大阪府・河内長野市 | 400         |     |
| 明石公園自転車競技場                                             | 兵庫県・明石市     | 400         |     |
| 倉吉自転車競技場                                                 | 鳥取県・倉吉市     | 333         |     |
| 大田自転車競技場                                                 | 島根県・大田市     | 333         |     |
| 宮崎県自転車競技場                                               | 宮崎県・宮崎市     | 400         |     |
| 根占自転車競技場                                                 | 鹿児島県・南大隅町 | 400         |     |
| 沖縄県総合運動公園自転車競技場                                   | 沖縄県・沖縄市     | 333         |     |

廃止
- 甲子園南運動場（兵庫県武庫郡鳴尾村） -  600m
- 晴海ボードトラック（東京都中央区晴海埠頭） - 120m（1956年に試作された木板の仮設走路）[16]
- 八王子自転車競技場（東京都八王子市） - 400m（1964年東京オリンピックの仮設走路）
- かりがね自転車競技場（長野県松本市） - 333m（美鈴湖へ移転）
- 宮城自転車競技場（宮城県仙台市） - 400m

## 海外の主な自転車競技場

### 欧州

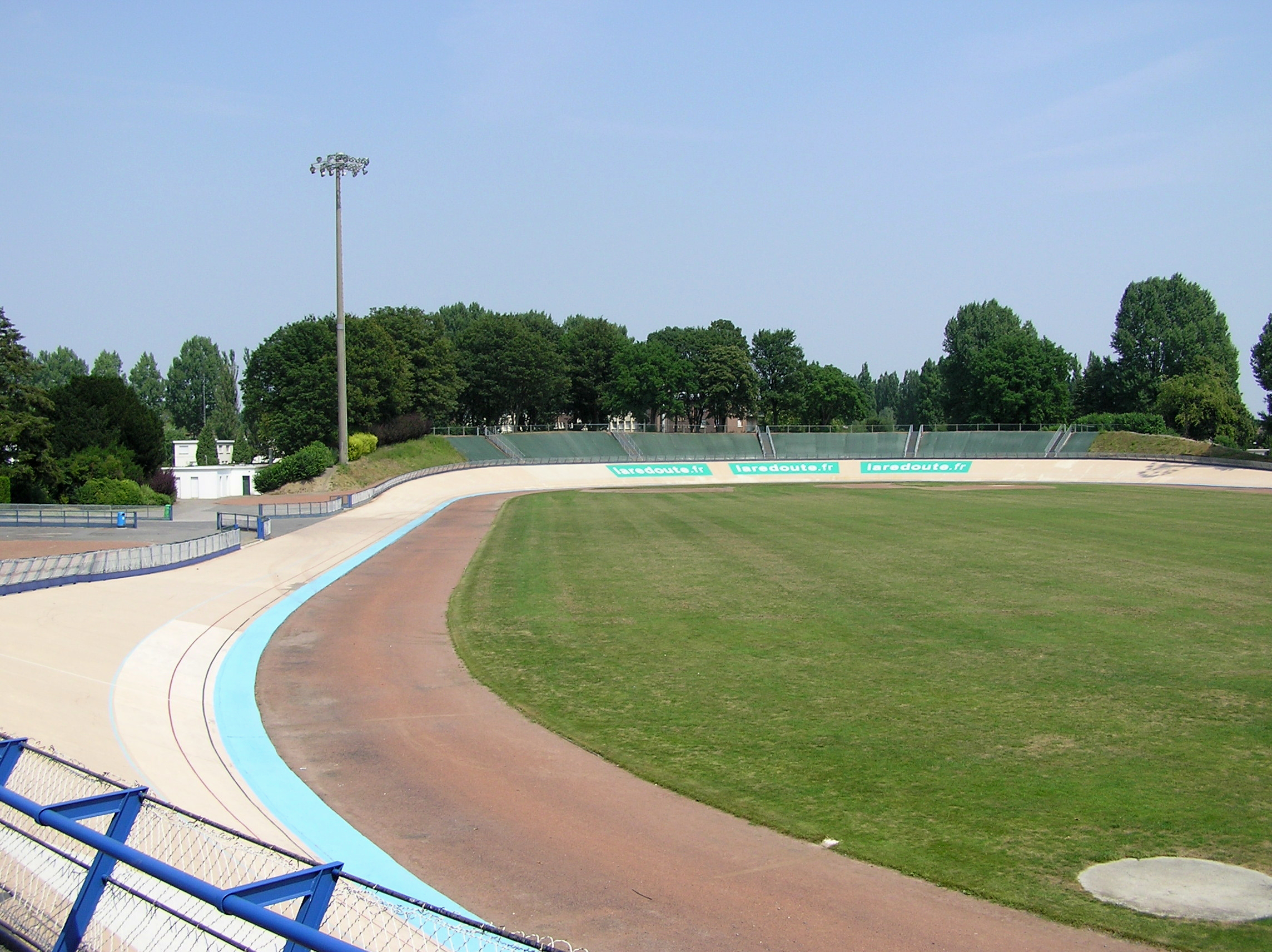
ルーベの自転車競技場

- フランス ルーベ・ベロドローム…ロードレースのクラシックの中でも格式が高く過酷なことで知られるパリ〜ルーベのゴールとして使用される。
- イギリス マンチェスター・ベロドローム…2002年開催の英連邦大会を機に建設。
- ミンスク・アリーナ
- フランス Vélodrome de Saint-Quentin-en-Yvelines
- ドイツ Velodrom (Berlin)
- ポーランド Arena Pruszków
- オランダ Omnisport Apeldoorn
- イギリス Lee Valley VeloPark

### アジア
- 中国 老山自転車館（老山自行车馆）…250m（室内）。2008年北京オリンピックのトラックレース会場。
- 香港 Hong Kong Velodrome 香港單車館

### オセアニア
- オーストラリア メルボルン・アリーナ - もともとは全豪オープンのサブ会場であるが過去にUCIトラックワールドカップクラシックスや世界選手権トラック競技の開催実績を持つ。
- オーストラリア アンナ・メアーズ・ベロドローム
- ニュージーランド アヴァンティドローム - 近年ワールドカップの開催に使用されている。

### アメリカ
- ベロ・スポーツセンター - ディグニティ・ヘルス・スポーツ・パークに隣接。